# Discostegia alata
Discostegia alata là một loài dương xỉ trong họ Marattiaceae. Loài này được Sw. C. Presl mô tả khoa học đầu tiên năm 1845.